# Patronage Olier
Patronage Olier war ein Fußballverein aus Paris, der in der Frühzeit des französischen Fußballs eine bedeutende Rolle gespielt hat.
Gegründet wurde der Klub 1899 oder 1900 als Verein einer katholischen Kirchengemeinde (frz.: patronage) in Arcueil (im Süden von Paris im XIV. Arrondissement gelegen). Benannt wurde er nach Jean-Jacques Olier, einem Priester aus dem 17. Jahrhundert.

## Katholische Sportbewegung
Die katholische Sportbewegung war Ende des 19. Jahrhunderts in Frankreich eines der Hauptstandbeine des sich entwickelnden Vereinsfußballs, und auch mancher Klub, der noch heute eine wichtige Rolle spielt, stammt ursprünglich aus diesem Bereich (bekanntestes Beispiel: die AJ Auxerre und ihr Gründer, der Abbé Deschamps). Früher als in Deutschland (Deutsche Jugendkraft (DJK)) gab es jedoch westlich des Rheins bereits einen katholischen Landesverband und französische Meisterschaften – und vor dem Ersten Weltkrieg beherrschte Patronage Olier zusammen mit Étoile des Deux Lacs dessen Spielbetrieb.
Die Gemeinden und zahlreiche ihrer Priester förderten den Sport (nicht nur, aber zunehmend auch den Fußball) im Sinne der katholischen Soziallehre als Ausgleich zum Arbeitsalltag und den oft ungesunden Wohnverhältnissen. Insofern waren insbesondere Jugendliche aus dem Arbeitermilieu die Adressaten dieser Vereine; zudem erhoffte man sich dadurch, die Distanz der Jugend gegenüber der Kirche zu vermindern.

## Die erfolgreichen Jahre vor dem Ersten Weltkrieg
Organisiert war Patronage Olier im Fußballverband FGSPF (Fédération Gymnastique et Sportive des Patronages Français), der seit 1905  – wie die anderen vier daneben bestehenden Verbände auch –  jährlich einen Landesmeister ermittelte. 1907 bis 1913 spielten die Sieger der konkurrierenden Verbände (mit Ausnahme des ältesten und größten, der USFSA) auch einen gemeinsamen Meister aus; ab 1914 nahm auch der USFSA-Meister daran teil, so dass diese Trophée de France für die Vereine, die sie gewinnen konnten, einen hohen Stellenwert besaß. Offiziell allerdings zählen heutzutage in Frankreich erst Meistertitel ab der Saison 1932/33.
1908 löste P.O. erstmals den Lokalrivalen Étoile des Deux Lacs als Meister der FGSPF ab: im Endspiel wurden die Cadets de Bretagne 8:0 besiegt und die Kicker aus Arcueil qualifizierten sich somit für die Endrunde um die Trophée de France. Hier gelang auch sofort die Finalteilnahme und durch ein 3:0 gegen die Société Municipale de Puteaux der erste große Titelgewinn.
1909 musste man im eigenen Verband den Bons Gars de Bordeaux den Vortritt lassen, aber 1910 schlug Patronage Olier im FGSPF-Finale ebendiese "Guten Jungs" aus Bordeaux (11:0-Sieg in Bordeaux). Auf dem Weg zu diesem Erfolg hatte P.O. bereits die AJ Auxerre mit 9:0 regelrecht "abgeschossen". Der FGSPF-Meister gewann anschließend durch ein 2:0 gegen CA Vitry zum zweiten Mal auch die Trophée de France.
Seinen dritten FGSPF-Titel holte Patronage Olier erst 1914: erneut traf der Pariser Meister auf Auxerre (4:1) und im Endspiel auf Bordeaux (3:1). In der Endrunde der verbandsübergreifenden Landesmeisterschaft scheiterte P.O. allerdings diesmal bereits im Halbfinale an einem anderen Verein aus dem Bordelais (2:3 bei VGA Médoc Bordeaux), der dann seinerseits das Endspiel gegen den USFSA-Meister Olympique Lille verlor.

## Das frühe Ende
Nach dem Krieg und der 1919 erfolgenden Gründung eines einheitlichen französischen Fußballverbandes (FFF) machte Patronage Olier nur noch zweimal und in bescheidenem Rahmen auf sich aufmerksam: der Verein gehörte zu den 48 Klubs, die an der allerersten Austragung des Landespokals (1918 als Coupe Charles Simon, seit 1920 als Coupe de France ausgespielt) teilnahmen. Hier war allerdings in der 2. Runde Schluss, und im Jahr darauf scheiterte man in der Runde der letzten 64 Mannschaften.
Danach wurde es still um P.O., und es ist nicht bekannt, ob dieser kirchliche Fußballverein, der zwischen 1908 und 1914 zu den erfolgreichsten in Frankreich zählte, im 21. Jahrhundert überhaupt noch existiert.

## Erfolge
- Verbandsmeister der katholischen FGSPF: 1908, 1910, 1914
- Landesmeister (Trophée de France): 1908, 1910
- Französischer Pokalsieger: Fehlanzeige

## Französische Nationalspieler
Die Zahl der Länderspiele für Patronage Olier und der Zeitraum dieser internationalen Einsätze sind in Klammern angegeben
- Henri Guerre (1, 1909)
- Ernest Tossier (1, 1909)